# Casscoe
Casscoe es un área no incorporada ubicada en el condado de Arkansas en el estado estadounidense de Arkansas.

## Geografía
Casscoe se encuentra ubicada en las coordenadas 34°31′32″N 91°19′33″O / 34.52556, -91.32583.